# 지더블유바이텍
지더블유바이텍(GW Vitek Co. Ltd.)는 대한민국의  바이오사업과 과학기기 기업이다. 본사는 서울특별시 금천구 벚꽃로 244, 1101호(가산동, 벽산디지털밸리5차)에 위치해 있다.

## 역사
2020년 1월 영인프런티어에서 에이프런티어로 2020년 12월 상호를 현재의 상호로 변경하였다

## 참고 문헌
1. ↑  원영빈, 한국IR협의회 기술분석보고서-지더블유바이텍, 2022년 5월 19일[깨진 링크(과거 내용 찾기)]
2. ↑  한경석, 지더블유바이텍, 20회 CB 발행으로 100억 조달…결손금만 474억, 파이낸셜투데이, 2024년 6월 13일